# Robert Bosch jun.
Robert Bosch jun. (* 29. Januar 1928 in Stuttgart; † 2. August 2004 in Gerlingen) war deutscher Unternehmer und der Sohn von Robert Bosch.

## Leben und Leistungen
Robert Bosch jun. wurde am 29. Januar 1928 in Stuttgart geboren, studierte Elektrotechnik an der Technischen Hochschule Stuttgart und arbeitete ab 1953 als Diplomingenieur in der Robert Bosch GmbH. Ab 1954 war er in der Geschäftsführung tätig und dabei unter anderem für Entwicklung und Qualitätssicherung zuständig. Verheiratet war er mit Irmgard von Graevenitz (1927–2022), der Tochter des Künstlers Fritz von Graevenitz. Am 2. August 2004 starb Bosch mit 76 Jahren in Gerlingen und wurde auf dem kleinen Friedhof Solitude neben seinen Schwiegereltern bestattet.
Zwischen 1971 und 1978 gehörte er dem Aufsichtsrat an.
Er war entscheidend an der Gründung der Robert-Bosch-Stiftung beteiligt.